# Friedrich August (Anhalt-Zerbst)

Fürst Friedrich August von Anhalt-Zerbst

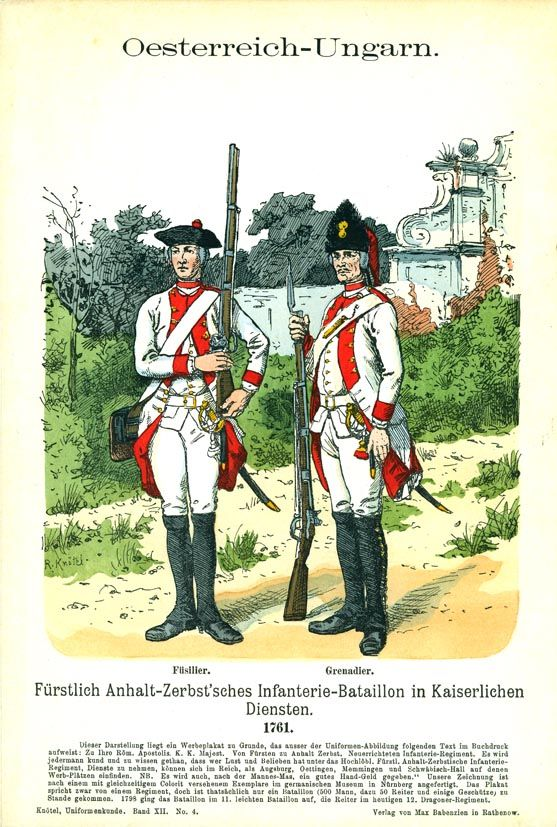
Österreichisches Bataillon Anhalt-Zerbst, nach R. Knötel

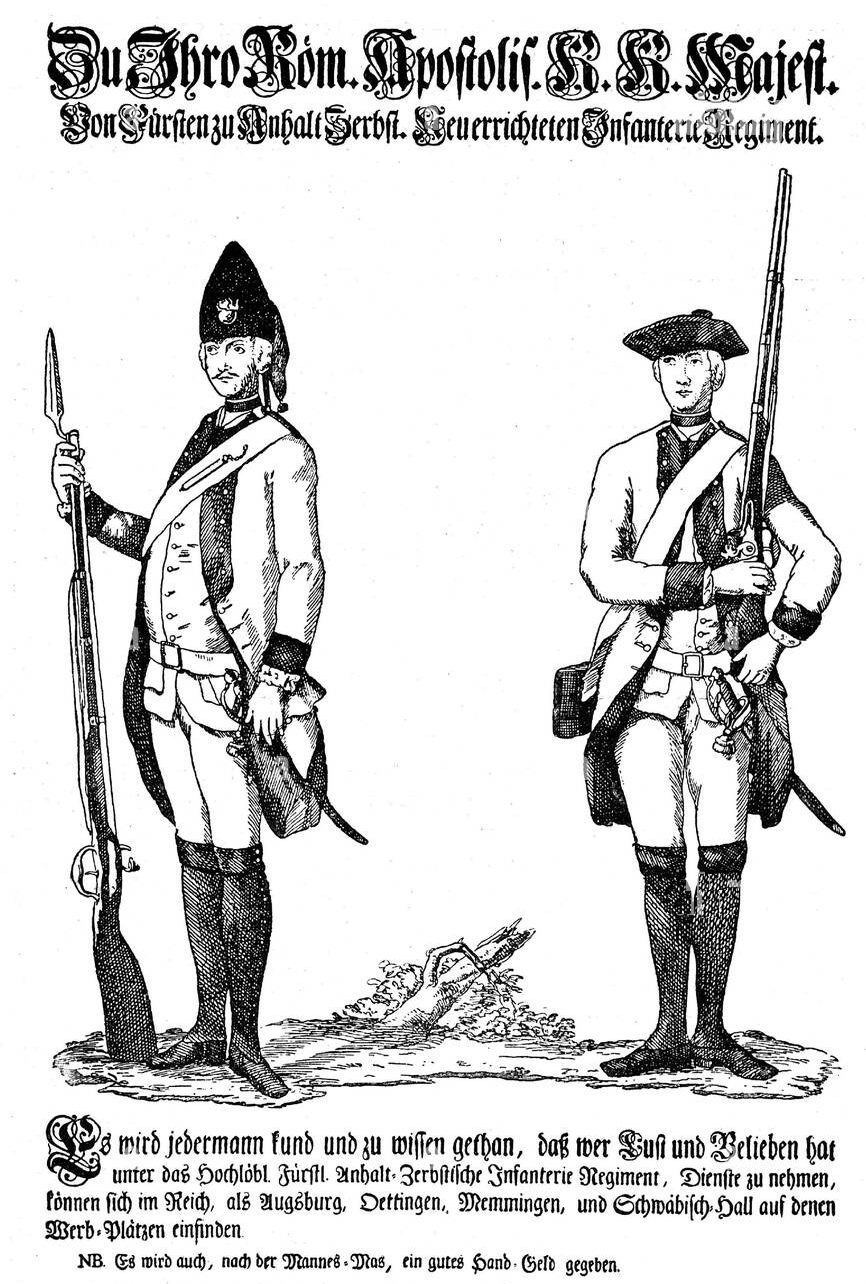
Werbeplakat 1761

Friedrich August, Fürst von Anhalt-Zerbst (* 8. August 1734 in Stettin; † 3. März 1793 in Luxemburg) war ein deutscher Landesfürst. Er herrschte im Fürstentum Anhalt-Zerbst von 1747 bis zu seinem Tod 1793. Bis zu seiner Volljährigkeit am 28. September 1752 regierte seine Mutter Johanna Elisabeth von Holstein-Gottorf für ihn.

## Leben
Friedrich August ist der Sohn von Christian August von Anhalt-Zerbst, der sich zwischen 1742 und 1746 mit seinem Bruder Johann Ludwig II. die Herrschaft über dieses Fürstentum teilte und dann ab 1747 bis zu seinem Tod allein regierte. Friedrich August ist der jüngere Bruder von Katharina der Großen. Von Zarin Elisabeth erhielt er 1748 den russischen St.-Andreas-Orden. 1750 trat er in kaiserlich-österreichische Dienste, wo er 1751 als Inhaber des Kürassierregiments Nr. 11 zum Major befördert wurde. Er trat zwar die Regierung in seinem Fürstentum an, überließ sie aber bald wieder seiner Mutter und begab sich auf Reisen, von denen er 1752 nach Zerbst zurückkehrte. Am 17. November 1753 heiratete Friedrich August in Zerbst seine erste Ehefrau, Caroline Wilhelmina Sophia von Hessen-Kassel, Tochter des Maximilian von Hessen-Kassel.

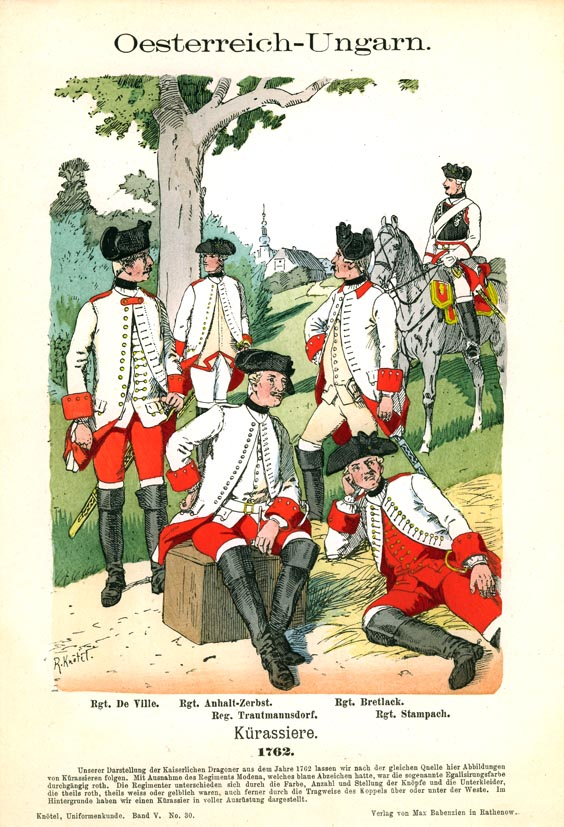
Kürassierregiment Anh.-Zerbst, 1762

Trotz der Neutralität Anhalts zu Beginn des Siebenjährigen Krieges beherbergte seine Mutter Johanna Elisabeth den französischen Marquis de Fraigne (ca. 1726–1791), welcher der Spionage beschuldigt wurde, und auch tatsächlich im Auftrag des Kardinals de Bernis hatte erkunden sollen, ob Russland dem antipreußischen Bündnis treu bliebe. Für Friedrich II. von Preußen war dies der Anlass, Anhalt am 22. Februar 1758 militärisch durch Major von Kleist besetzen zu lassen. Wegen dieses politischen Zerwürfnisses mit Preußen war es Friedrich August nicht mehr möglich, in seinem Herrschaftsgebiet zu residieren. Von da ab regierte er im Exil von seinen unterschiedlichen Aufenthaltsorten aus mithilfe seiner Hofräte in Anhalt-Zerbst und Jever, und daher war seine Regierungszeit für die Untertanen von Chaos, Willkür und Despotie überschattet. Er war dem Militärwesen sehr zugetan und ließ in Jever fünf Kasernen errichten, von denen eine heute als Schulgebäude des Mariengymnasiums dient. Zudem war er von 1753 bis nach 1762 der Chef des oben erwähnten österreichischen Kürassierregiments Nr. 11, das nun seinen Namen Anhalt-Zerbst trug. Um 1761 ließ er unter seinen Landeskindern und in fremden Gebieten noch ein weiteres Bataillon von etwa 500 Infanteristen und 30 Reitern zur Überstellung in die österreichische Armee anwerben.
Im Jahr 1764 schloss der seit Mai 1759 verwitwete Friedrich August seine zweite Ehe, mit Friederike Auguste von Anhalt-Bernburg. Nach Aufenthalten in verschiedenen Kurorten gelangte das Fürstenpaar im Februar 1765 nach Basel. Hier bewohnten sie das Mitzsche Haus am Petersgraben sowie als Sommerresidenz das Weiherschloss Groß-Gundeldingen.
Friedrich August war einer der Landesherren, die im Amerikanischen Unabhängigkeitskrieg Soldaten für die englische Seite stellten. Er verkaufte im Jahr 1778 bis 1783 zwei Regimenter mit zusammen 1152 Mann seiner Jeveraner Landeskinder als Soldaten an England und besserte damit die erst durch seine Politik in Schieflage geratene Staatskasse auf. (Das an England verkaufte Regiment Anhalt-Zerbst erreichte im September 1778 Quebec, wo es, nach drei Monaten auf den Transportschiffen, als Garnisonseinheit bis zum Schluss des Krieges verblieb. Ein zweites anhaltisches Kontingent, das im Husarenstil uniformierte „Panduren-Bataillon“, ging 1781 in New York von Bord. Von den nach Amerika entsandten Soldaten kehrte weniger als die Hälfte zurück.). In seinen Landen gewährte Friedrich August seinen Untertanen ab 1776 zumindest religiöse Toleranz.
1780 verließ er Basel wegen Streitigkeiten mit dem dortigen Magistrat in Richtung Luxemburg. 1789 wurde er zum k.u.k. österreichischen Feldmarschalleutnant ernannt. Um 1792 hatte er die Führung des gesamtanhaltinischen Kontingents der Reichsarmee inne.

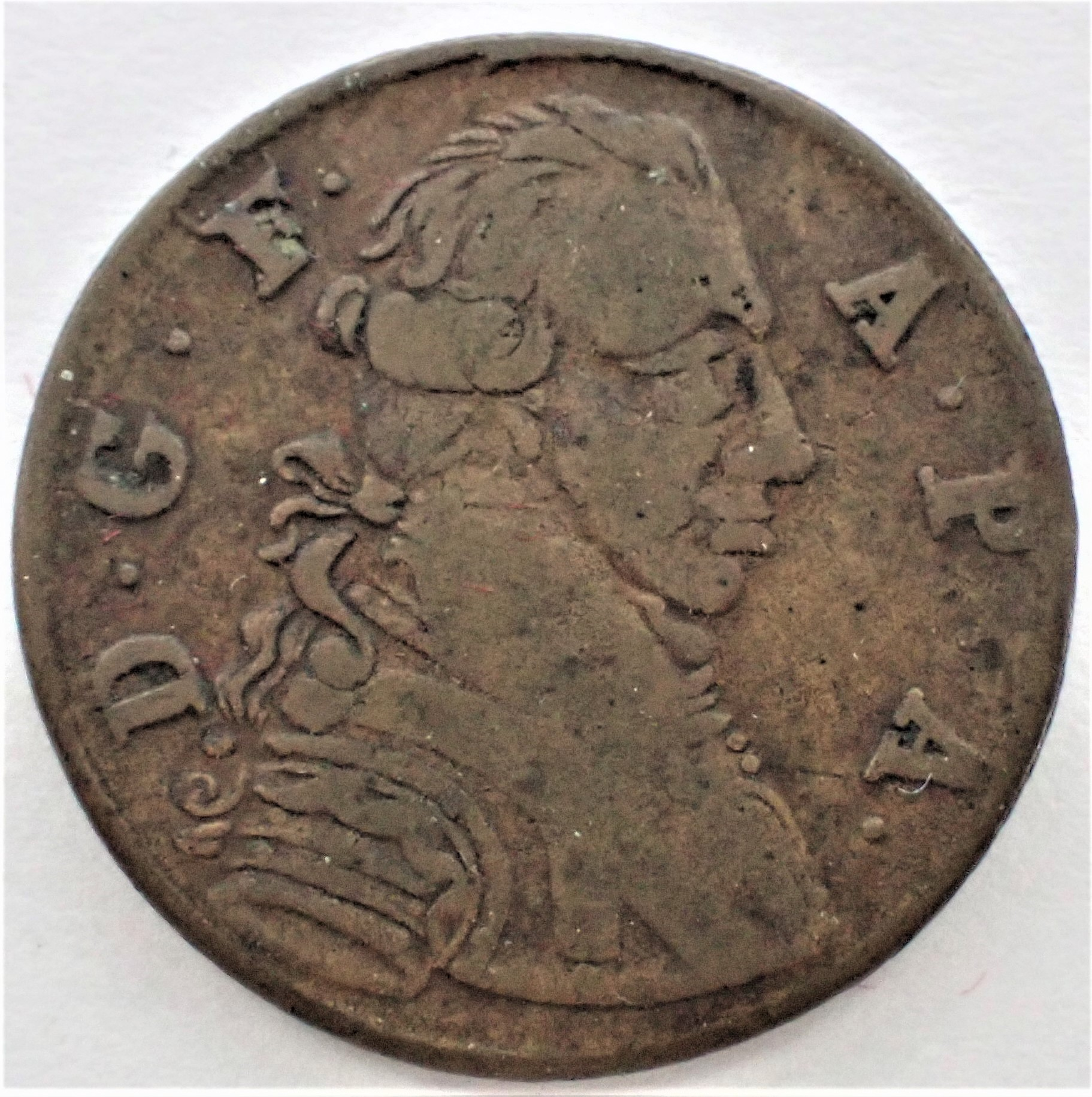
Pfenning für Anhalt-Zerbst von 1766 mit Porträt Friedrich August

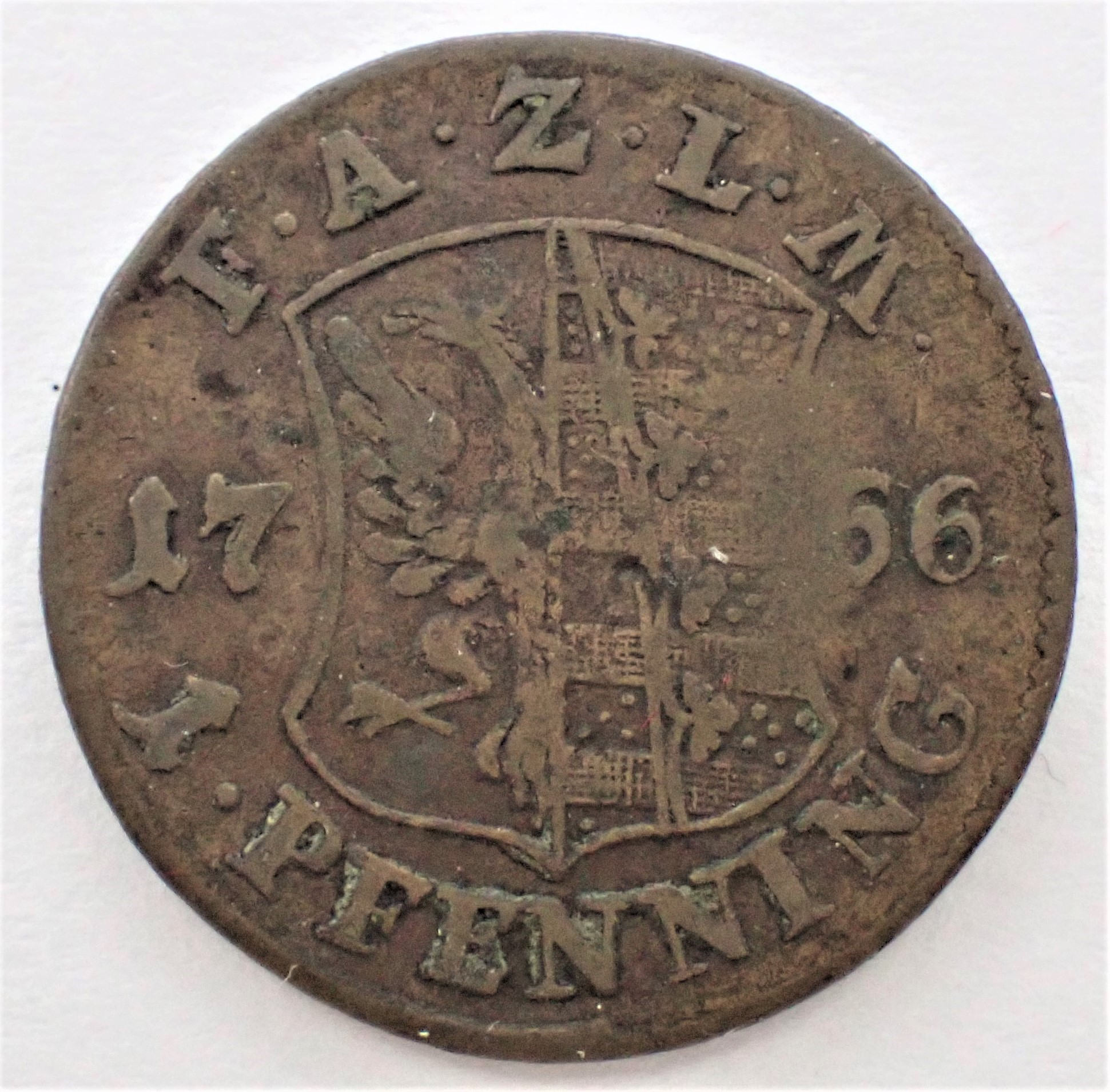
Wertseite des Pfennings für Anhalt-Zerbst von 1766

Er verstarb, von Angst und Wahnzuständen geplagt, seiner Heimat längst entfremdet, ohne männliche Erben 1793 in Luxemburg und wurde am 18. März 1793 auf dem Gottesacker vor dem neuen Tor bestattet. Mit seinem Tod erlosch die Herrscherlinie und das Land wurde zwischen den übrigen anhaltischen Staaten Anhalt-Bernburg, Anhalt-Köthen und Anhalt-Dessau im Jahre 1797 aufgeteilt. Die Herrschaft Jever, die unter der Oberherrschaft des Fürstentums Anhalt-Zerbst gestanden hatte, wurde wegen ihres Status als Kunkellehen an seine Schwester Katharina die Große weitervererbt und kam so unter russische Herrschaft. 1818 gab Russland die Hoheit über das Jeverland an das Großherzogtum Oldenburg ab. Erst nach dem Tod von Friedrich Augusts zweiter Gemahlin im Jahr 1827 fiel Jever auch formell zurück an das Haus Oldenburg.

## Abstammung
| Johann VI. (Fürst von Anhalt-Zerbst) | Johann VI. (Fürst von Anhalt-Zerbst) | Johann VI. (Fürst von Anhalt-Zerbst) | Johann VI. (Fürst von Anhalt-Zerbst) | Johann VI. (Fürst von Anhalt-Zerbst) | Johann VI. (Fürst von Anhalt-Zerbst) |  |  | Sophie Auguste (Fürstin von Anhalt-Zerbst) | Sophie Auguste (Fürstin von Anhalt-Zerbst) | Sophie Auguste (Fürstin von Anhalt-Zerbst) | Sophie Auguste (Fürstin von Anhalt-Zerbst) | Sophie Auguste (Fürstin von Anhalt-Zerbst) | Sophie Auguste (Fürstin von Anhalt-Zerbst) |  |  | Georg Vollrath von Zeutsch                                 | Georg Vollrath von Zeutsch                                 | Georg Vollrath von Zeutsch                                 | Georg Vollrath von Zeutsch                                 | Georg Vollrath von Zeutsch                                 | Georg Vollrath von Zeutsch                                 |  |  | Christiane von Weißenbach                  | Christiane von Weißenbach                  | Christiane von Weißenbach                  | Christiane von Weißenbach                  | Christiane von Weißenbach                  | Christiane von Weißenbach                  |  |  | Christian Albrecht                                    | Christian Albrecht                                    | Christian Albrecht                                    | Christian Albrecht                                    | Christian Albrecht                                    | Christian Albrecht                                    |  |  | Friederike Amalie von Dänemark                         | Friederike Amalie von Dänemark                         | Friederike Amalie von Dänemark                         | Friederike Amalie von Dänemark                         | Friederike Amalie von Dänemark                         | Friederike Amalie von Dänemark                         |  |  | Friedrich VII. ( Markgraf von Baden-Durlach) | Friedrich VII. ( Markgraf von Baden-Durlach) | Friedrich VII. ( Markgraf von Baden-Durlach) | Friedrich VII. ( Markgraf von Baden-Durlach) | Friedrich VII. ( Markgraf von Baden-Durlach) | Friedrich VII. ( Markgraf von Baden-Durlach) |  |  | Augusta Maria ( Markgräfin von Baden-Durlach) | Augusta Maria ( Markgräfin von Baden-Durlach) | Augusta Maria ( Markgräfin von Baden-Durlach) | Augusta Maria ( Markgräfin von Baden-Durlach) | Augusta Maria ( Markgräfin von Baden-Durlach) | Augusta Maria ( Markgräfin von Baden-Durlach) |
| Johann VI. (Fürst von Anhalt-Zerbst) | Johann VI. (Fürst von Anhalt-Zerbst) | Johann VI. (Fürst von Anhalt-Zerbst) | Johann VI. (Fürst von Anhalt-Zerbst) | Johann VI. (Fürst von Anhalt-Zerbst) | Johann VI. (Fürst von Anhalt-Zerbst) |  |  | Sophie Auguste (Fürstin von Anhalt-Zerbst) | Sophie Auguste (Fürstin von Anhalt-Zerbst) | Sophie Auguste (Fürstin von Anhalt-Zerbst) | Sophie Auguste (Fürstin von Anhalt-Zerbst) | Sophie Auguste (Fürstin von Anhalt-Zerbst) | Sophie Auguste (Fürstin von Anhalt-Zerbst) |  |  | Georg Vollrath von Zeutsch                                 | Georg Vollrath von Zeutsch                                 | Georg Vollrath von Zeutsch                                 | Georg Vollrath von Zeutsch                                 | Georg Vollrath von Zeutsch                                 | Georg Vollrath von Zeutsch                                 |  |  | Christiane von Weißenbach                  | Christiane von Weißenbach                  | Christiane von Weißenbach                  | Christiane von Weißenbach                  | Christiane von Weißenbach                  | Christiane von Weißenbach                  |  |  | Christian Albrecht                                    | Christian Albrecht                                    | Christian Albrecht                                    | Christian Albrecht                                    | Christian Albrecht                                    | Christian Albrecht                                    |  |  | Friederike Amalie von Dänemark                         | Friederike Amalie von Dänemark                         | Friederike Amalie von Dänemark                         | Friederike Amalie von Dänemark                         | Friederike Amalie von Dänemark                         | Friederike Amalie von Dänemark                         |  |  | Friedrich VII. ( Markgraf von Baden-Durlach) | Friedrich VII. ( Markgraf von Baden-Durlach) | Friedrich VII. ( Markgraf von Baden-Durlach) | Friedrich VII. ( Markgraf von Baden-Durlach) | Friedrich VII. ( Markgraf von Baden-Durlach) | Friedrich VII. ( Markgraf von Baden-Durlach) |  |  | Augusta Maria ( Markgräfin von Baden-Durlach) | Augusta Maria ( Markgräfin von Baden-Durlach) | Augusta Maria ( Markgräfin von Baden-Durlach) | Augusta Maria ( Markgräfin von Baden-Durlach) | Augusta Maria ( Markgräfin von Baden-Durlach) | Augusta Maria ( Markgräfin von Baden-Durlach) |
|                                      |                                      |                                      |                                      |                                      |                                      |  |  |                                            |                                            |                                            |                                            |                                            |                                            |  |  |                                                            |                                                            |                                                            |                                                            |                                                            |                                                            |  |  |                                            |                                            |                                            |                                            |                                            |                                            |  |  |                                                       |                                                       |                                                       |                                                       |                                                       |                                                       |  |  |                                                        |                                                        |                                                        |                                                        |                                                        |                                                        |  |  |                                              |                                              |                                              |                                              |                                              |                                              |  |  |                                               |                                               |                                               |                                               |                                               |                                               |
|                                      |                                      |                                      |                                      |                                      |                                      |  |  |                                            |                                            |                                            |                                            |                                            |                                            |  |  |                                                            |                                                            |                                                            |                                                            |                                                            |                                                            |  |  |                                            |                                            |                                            |                                            |                                            |                                            |  |  |                                                       |                                                       |                                                       |                                                       |                                                       |                                                       |  |  |                                                        |                                                        |                                                        |                                                        |                                                        |                                                        |  |  |                                              |                                              |                                              |                                              |                                              |                                              |  |  |                                               |                                               |                                               |                                               |                                               |                                               |
|                                      |                                      |                                      |                                      |                                      |                                      |  |  | Johann Ludwig I. (Fürst von Anhalt-Zerbst) | Johann Ludwig I. (Fürst von Anhalt-Zerbst) | Johann Ludwig I. (Fürst von Anhalt-Zerbst) | Johann Ludwig I. (Fürst von Anhalt-Zerbst) | Johann Ludwig I. (Fürst von Anhalt-Zerbst) | Johann Ludwig I. (Fürst von Anhalt-Zerbst) |  |  | Christine Eleonore von Zeutsch (Fürstin von Anhalt-Zerbst) | Christine Eleonore von Zeutsch (Fürstin von Anhalt-Zerbst) | Christine Eleonore von Zeutsch (Fürstin von Anhalt-Zerbst) | Christine Eleonore von Zeutsch (Fürstin von Anhalt-Zerbst) | Christine Eleonore von Zeutsch (Fürstin von Anhalt-Zerbst) | Christine Eleonore von Zeutsch (Fürstin von Anhalt-Zerbst) |  |  |                                            |                                            |                                            |                                            |                                            |                                            |  |  | Friedrich IV. (Herzog von Schleswig-Holstein-Gottorf) | Friedrich IV. (Herzog von Schleswig-Holstein-Gottorf) | Friedrich IV. (Herzog von Schleswig-Holstein-Gottorf) | Friedrich IV. (Herzog von Schleswig-Holstein-Gottorf) | Friedrich IV. (Herzog von Schleswig-Holstein-Gottorf) | Friedrich IV. (Herzog von Schleswig-Holstein-Gottorf) |  |  | Christian August ( Fürstbischof des Hochstifts Lübeck) | Christian August ( Fürstbischof des Hochstifts Lübeck) | Christian August ( Fürstbischof des Hochstifts Lübeck) | Christian August ( Fürstbischof des Hochstifts Lübeck) | Christian August ( Fürstbischof des Hochstifts Lübeck) | Christian August ( Fürstbischof des Hochstifts Lübeck) |  |  | Albertine Friederike                         | Albertine Friederike                         | Albertine Friederike                         | Albertine Friederike                         | Albertine Friederike                         | Albertine Friederike                         |  |  |                                               |                                               |                                               |                                               |                                               |                                               |
|                                      |                                      |                                      |                                      |                                      |                                      |  |  | Johann Ludwig I. (Fürst von Anhalt-Zerbst) | Johann Ludwig I. (Fürst von Anhalt-Zerbst) | Johann Ludwig I. (Fürst von Anhalt-Zerbst) | Johann Ludwig I. (Fürst von Anhalt-Zerbst) | Johann Ludwig I. (Fürst von Anhalt-Zerbst) | Johann Ludwig I. (Fürst von Anhalt-Zerbst) |  |  | Christine Eleonore von Zeutsch (Fürstin von Anhalt-Zerbst) | Christine Eleonore von Zeutsch (Fürstin von Anhalt-Zerbst) | Christine Eleonore von Zeutsch (Fürstin von Anhalt-Zerbst) | Christine Eleonore von Zeutsch (Fürstin von Anhalt-Zerbst) | Christine Eleonore von Zeutsch (Fürstin von Anhalt-Zerbst) | Christine Eleonore von Zeutsch (Fürstin von Anhalt-Zerbst) |  |  |                                            |                                            |                                            |                                            |                                            |                                            |  |  | Friedrich IV. (Herzog von Schleswig-Holstein-Gottorf) | Friedrich IV. (Herzog von Schleswig-Holstein-Gottorf) | Friedrich IV. (Herzog von Schleswig-Holstein-Gottorf) | Friedrich IV. (Herzog von Schleswig-Holstein-Gottorf) | Friedrich IV. (Herzog von Schleswig-Holstein-Gottorf) | Friedrich IV. (Herzog von Schleswig-Holstein-Gottorf) |  |  | Christian August ( Fürstbischof des Hochstifts Lübeck) | Christian August ( Fürstbischof des Hochstifts Lübeck) | Christian August ( Fürstbischof des Hochstifts Lübeck) | Christian August ( Fürstbischof des Hochstifts Lübeck) | Christian August ( Fürstbischof des Hochstifts Lübeck) | Christian August ( Fürstbischof des Hochstifts Lübeck) |  |  | Albertine Friederike                         | Albertine Friederike                         | Albertine Friederike                         | Albertine Friederike                         | Albertine Friederike                         | Albertine Friederike                         |  |  |                                               |                                               |                                               |                                               |                                               |                                               |
|                                      |                                      |                                      |                                      |                                      |                                      |  |  |                                            |                                            |                                            |                                            |                                            |                                            |  |  |                                                            |                                                            |                                                            |                                                            |                                                            |                                                            |  |  |                                            |                                            |                                            |                                            |                                            |                                            |  |  |                                                       |                                                       |                                                       |                                                       |                                                       |                                                       |  |  |                                                        |                                                        |                                                        |                                                        |                                                        |                                                        |  |  |                                              |                                              |                                              |                                              |                                              |                                              |  |  |                                               |                                               |                                               |                                               |                                               |                                               |
|                                      |                                      |                                      |                                      |                                      |                                      |  |  |                                            |                                            |                                            |                                            |                                            |                                            |  |  |                                                            |                                                            |                                                            |                                                            |                                                            |                                                            |  |  |                                            |                                            |                                            |                                            |                                            |                                            |  |  |                                                       |                                                       |                                                       |                                                       |                                                       |                                                       |  |  |                                                        |                                                        |                                                        |                                                        |                                                        |                                                        |  |  |                                              |                                              |                                              |                                              |                                              |                                              |  |  |                                               |                                               |                                               |                                               |                                               |                                               |
|                                      |                                      |                                      |                                      |                                      |                                      |  |  |                                            |                                            |                                            |                                            |                                            |                                            |  |  |                                                            |                                                            |                                                            |                                                            |                                                            |                                                            |  |  | Christian August (Fürst von Anhalt-Zerbst) | Christian August (Fürst von Anhalt-Zerbst) | Christian August (Fürst von Anhalt-Zerbst) | Christian August (Fürst von Anhalt-Zerbst) | Christian August (Fürst von Anhalt-Zerbst) | Christian August (Fürst von Anhalt-Zerbst) |  |  | Johanna Elisabeth (Fürstin von Anhalt-Zerbst)         | Johanna Elisabeth (Fürstin von Anhalt-Zerbst)         | Johanna Elisabeth (Fürstin von Anhalt-Zerbst)         | Johanna Elisabeth (Fürstin von Anhalt-Zerbst)         | Johanna Elisabeth (Fürstin von Anhalt-Zerbst)         | Johanna Elisabeth (Fürstin von Anhalt-Zerbst)         |  |  | Adolf Friedrich (König von Schweden)                   | Adolf Friedrich (König von Schweden)                   | Adolf Friedrich (König von Schweden)                   | Adolf Friedrich (König von Schweden)                   | Adolf Friedrich (König von Schweden)                   | Adolf Friedrich (König von Schweden)                   |  |  |                                              |                                              |                                              |                                              |                                              |                                              |  |  |                                               |                                               |                                               |                                               |                                               |                                               |
|                                      |                                      |                                      |                                      |                                      |                                      |  |  |                                            |                                            |                                            |                                            |                                            |                                            |  |  |                                                            |                                                            |                                                            |                                                            |                                                            |                                                            |  |  | Christian August (Fürst von Anhalt-Zerbst) | Christian August (Fürst von Anhalt-Zerbst) | Christian August (Fürst von Anhalt-Zerbst) | Christian August (Fürst von Anhalt-Zerbst) | Christian August (Fürst von Anhalt-Zerbst) | Christian August (Fürst von Anhalt-Zerbst) |  |  | Johanna Elisabeth (Fürstin von Anhalt-Zerbst)         | Johanna Elisabeth (Fürstin von Anhalt-Zerbst)         | Johanna Elisabeth (Fürstin von Anhalt-Zerbst)         | Johanna Elisabeth (Fürstin von Anhalt-Zerbst)         | Johanna Elisabeth (Fürstin von Anhalt-Zerbst)         | Johanna Elisabeth (Fürstin von Anhalt-Zerbst)         |  |  | Adolf Friedrich (König von Schweden)                   | Adolf Friedrich (König von Schweden)                   | Adolf Friedrich (König von Schweden)                   | Adolf Friedrich (König von Schweden)                   | Adolf Friedrich (König von Schweden)                   | Adolf Friedrich (König von Schweden)                   |  |  |                                              |                                              |                                              |                                              |                                              |                                              |  |  |                                               |                                               |                                               |                                               |                                               |                                               |
|                                      |                                      |                                      |                                      |                                      |                                      |  |  |                                            |                                            |                                            |                                            |                                            |                                            |  |  |                                                            |                                                            |                                                            |                                                            |                                                            |                                                            |  |  |                                            |                                            |                                            |                                            |                                            |                                            |  |  |                                                       |                                                       |                                                       |                                                       |                                                       |                                                       |  |  |                                                        |                                                        |                                                        |                                                        |                                                        |                                                        |  |  |                                              |                                              |                                              |                                              |                                              |                                              |  |  |                                               |                                               |                                               |                                               |                                               |                                               |
|                                      |                                      |                                      |                                      |                                      |                                      |  |  |                                            |                                            |                                            |                                            |                                            |                                            |  |  |                                                            |                                                            |                                                            |                                                            |                                                            |                                                            |  |  |                                            |                                            |                                            |                                            |                                            |                                            |  |  |                                                       |                                                       |                                                       |                                                       |                                                       |                                                       |  |  |                                                        |                                                        |                                                        |                                                        |                                                        |                                                        |  |  |                                              |                                              |                                              |                                              |                                              |                                              |  |  |                                               |                                               |                                               |                                               |                                               |                                               |
|                                      |                                      |                                      |                                      |                                      |                                      |  |  |                                            |                                            |                                            |                                            |                                            |                                            |  |  |                                                            |                                                            |                                                            |                                                            |                                                            |                                                            |  |  | Friedrich August (Fürst von Anhalt-Zerbst) | Friedrich August (Fürst von Anhalt-Zerbst) | Friedrich August (Fürst von Anhalt-Zerbst) | Friedrich August (Fürst von Anhalt-Zerbst) | Friedrich August (Fürst von Anhalt-Zerbst) | Friedrich August (Fürst von Anhalt-Zerbst) |  |  | Katharina II. (Kaiserin von Russland)                 | Katharina II. (Kaiserin von Russland)                 | Katharina II. (Kaiserin von Russland)                 | Katharina II. (Kaiserin von Russland)                 | Katharina II. (Kaiserin von Russland)                 | Katharina II. (Kaiserin von Russland)                 |  |  |                                                        |                                                        |                                                        |                                                        |                                                        |                                                        |  |  |                                              |                                              |                                              |                                              |                                              |                                              |  |  |                                               |                                               |                                               |                                               |                                               |                                               |

## Sonstiges
Nach Friedrich August ist im Wangerland der 1765 eingedeichte Friedrich-Augustengroden benannt.